# Hello
"Hello" je pjesma američkog rock sastava Evanescence koja se nalazi na albumu Fallen. To je jedna od najosobnijih pjesama koje je Amy Lee ikada napisala i jedina koju nikad ne izvodi na nastupima uživo. Pjesma je posvećena njenoj sestri koja je preminula 1987. godine u dobi od tri godine i to od nepoznate bolesti. Na albumu The Open Door se također nalazi pjesma posvećena njenoj sestri "Like You".